# Annevig Schelde Ebbe
Annevig Sifka Schelde Ebbe (født 6. august 1983 i Aarhus) er en autodidakt dansk skuespiller og dialoginstruktør. Hun er datter af arkitekt Jens Schelde og cand.mag. Annelise Ebbe.

## Filmografi

### Film
| År     | Titel                                 | Rolle             |
| ------ | ------------------------------------- | ----------------- |
| Ukendt | High School Musical                   | Taylor McKessie   |
| 1999   | Pokémon 2 - Kun én har styrken        | Melody            |
| 1995   | Cirkus Ildebrand                      | N/A               |
| 1995   | Elsker, elsker ikke                   | N/A               |
| 1997   | Tv Pil                                | N/A               |
| 1998   | Græsrødderne                          | Øvrig medvirkende |
| 1998   | Prinsen af Egypten                    | Øvrig medvirkende |
| 1999   | Løvernes Konge 2: Simbas stolthed     | Kiara (som ung)   |
| 1999   | Toy Story 2                           | Anne              |
| 2001   | Lady og Vagabonden 2: Vaks på eventyr | Danielle          |
| 2006   | Biler                                 | Mia og Pia        |
| 2006   | High School Musical                   | Taylor McKessie   |
| 2008   | Space Chimps                          | Kilowatt          |
| 2016   | Skønheden og udyret                   | Belle (stemme)    |

### TV
| År     | Titel                                     | Rolle                            |
| ------ | ----------------------------------------- | -------------------------------- |
| Ukendt | Ed, Edd og Eddy                           | Sarah, Maja Krank                |
| Ukendt | Yu-Gi-Oh!                                 | Téa Gardner                      |
| Ukendt | Sabrinas hemmelige liv                    | Sabrina                          |
| Ukendt | Bakugan Kamp Klanen                       | Runo Misaki                      |
| Ukendt | Kappa Mikey                               | Lily                             |
| Ukendt | Phineas og Ferb                           | Stacey, Vanessa                  |
| Ukendt | 101 Dalmatinere                           | Penny                            |
| Ukendt | Sabrina                                   | Sabrina                          |
| Ukendt | Storm Hawks                               | Piper                            |
| Ukendt | Duel Masters                              | Rekuta                           |
| Ukendt | Trollz                                    | Amethyst                         |
| 1993   | Asta-Basta-Bum                            | N/A                              |
| 1994   | Riget I                                   | Mary                             |
| 1996   | Animaniacs                                | Mindy                            |
| 1997   | Riget II                                  | Mary                             |
| 1999   | Histeria!                                 | Stor Fed Baby                    |
| 2000   | Pokémon                                   | Misty, May, Dawn                 |
| 2000   | Yu-Gi-Oh!                                 | Téa Gardner                      |
| 2001   | Totally Spies                             | Clover                           |
| 2002   | Naruto                                    | Hikari Uchiha                    |
| 2003   | Kodenavn: Naboens Børn                    | Nummer 3, Nummer 86              |
| 2004   | Fosters hjem for fantasivenner            | Mac                              |
| 2004   | Winx Club                                 | Bloom, Bloom, (som ung)          |
| 2005   | Hi Hi Puffy AmiYumi                       | Yumi, Ami Onuki                  |
| 2005   | Brandy og Hr. Vimse                       | Brandy                           |
| 2005   | Camp Lazlo                                | Patzy                            |
| 2005   | Yu-Gi-Oh! GX                              | Alexis                           |
| 2005   | Robotboy                                  | Robotgirl, Lola Mbola            |
| 2006   | Kappa Mikey                               | Lily                             |
| 2007   | Yallahrup Færgeby                         | Louise                           |
| 2010   | Scooby-Doo! Mysterie-banden               | Angel Dynamite, Greta Gator      |
| 2012   | Sidekick                                  | Vana, Malene                     |
| 2013   | Ben 10: Omniverse                         | Prinsesse Attea, Prinsesse Looma |
| 2012   | Ultimate Spider-Man                       | Thundra                          |
| 2013   | Violetta                                  | Angie Carrará                    |
| 2014   | Total Drama All-Stars and Pahkitew Island | Linsay, Sky                      |
| 2015   | Be Cool, Scooby-Doo!                      | Susan Blake                      |
| 2021   | Afsted, Afsted, Hund                      | Mor Bjæffer                      |

### Videospil
| År   | Titel                   | Rolle          |
| ---- | ----------------------- | -------------- |
| 1995 | Pixeline                | Pixeline       |
| 2007 | Crash of the Titans     | Coco Bandicoot |
| 2008 | Crash: Mind over Mutant | Coco Bandicoot |